# Nonoalco
Nonoalco es una localidad de México localizada en el municipio de Xochicoatlán en el estado de Hidalgo.

## Geografía
Se encuentra en la región geográfica de la Sierra Alta, le corresponden las coordenadas geográficas 20° 43’ 02.846” de latitud norte y 98° 41’ 53.676” de longitud oeste, con una altitud de 1687 m s. n. m. En cuanto a fisiografía se encuentra en la provincia de la Sierra Madre Oriental, dentro de la subprovincia del Carso Huasteco; su terreno es de sierra. En lo que respecta a la hidrografía se encuentra posicionado en la región del Pánuco, dentro de la cuenca del río Moctezuma, y dentro de las subcuenca del río Los Hules. Cuenta con un clima templado húmedo con abundantes lluvias en verano.

## Demografía
En 2020 registró una población de 1047 personas, lo que corresponde al 14.93 % de la población municipal. De los cuales 512 son hombres y 535 son mujeres.
| Gráfica de evolución demográfica de Nonoalco entre 1900 y 2020                               |
|                                                                                              |
| Población de los censos y conteos del Instituto Nacional de Estadística y Geografía (INEGI). |